# Cudworth (Saskatchewan)
Pour les articles homonymes, voir Cudworth.
Cudworth est un village situé dans la province de la Saskatchewan, dans le centre-sud.